# Comares (kommunhuvudort)
Comares är en kommunhuvudort i Spanien.   Den ligger i provinsen Provincia de Málaga och regionen Andalusien, i den södra delen av landet, 400 km söder om huvudstaden Madrid. Comares ligger 700 meter över havet och antalet invånare är 1 463.
Terrängen runt Comares är huvudsakligen kuperad. Comares ligger uppe på en höjd.Runt Comares är det tätbefolkat, med 356 invånare per kvadratkilometer. Närmaste större samhälle är Vélez-Málaga, 14,9 km sydost om Comares. Trakten runt Comares består till största delen av jordbruksmark.